# لغة مالغبي
مالغبي هي لغة أفريقية آسيوية يتحدث بها في شمال الكاميرون وجنوب غرب تشاد. اللهجات هي دوجيا، درو، مالغبي، مارا، واليا.